# Château de Saint-Aubin-sur-Loire
Pour les articles homonymes, voir Saint-Aubin.
Le château de Saint-Aubin-sur-Loire est situé sur la commune de Saint-Aubin-sur-Loire en Saône-et-Loire, sur une colline dominant le bourg et la vallée de la Loire.
Il fait l’objet d’un classement au titre des monuments historiques depuis février 1943.

## Description
Du vieux château, abandonné à partir de 1756, partiellement abattu en 1860, il ne subsiste que quelques vestiges, difficilement identifiables, au centre du bourg. C'était un quadrilatère cantonné de tours, que défendaient le fleuve, un étang et des fossés.
Le château du XVIIIe siècle consiste en un corps principal de plan rectangulaire entre deux petites ailes en équerre qui encadrent la cour. Construit en pierre de taille de couleur dorée et couvert d'un toit à croupes en ardoise, le corps principal est orné au centre de chacune de ses façades d'un avant-corps de trois travées, séparées par des pilastres ioniques d'ordre colossal que couronne un fronton. Un bandeau règne avec le sol de l'étage.
La cour ouverte, avec parterre, qui s'étend devant la façade sud, est limitée, au-delà des ailes, par de vastes communs en L : leurs corps principaux sont bâtis dans le même alignement que le muret portant une grille qui clôt la cour; leurs ailes en retour d'équerre sont percées chacune d'un haut passage voûté en plein cintre ouvrant sur une terrasse dominant le village et la forêt. Ces communs, couverts de toits brisés, sont en blocage de pierre avec chaînes d'angle, bandeaux et encadrements de baies en briques. Un hémicycle et une longue allée, creusés dans la colline boisée, prolongent cet ensemble.
Au nord, des terrasses à balustrades, réunies par des chemins en pente douce, s'étagent jusqu'aux abords de la Loire.
Le château est une propriété privée. Il est ouvert au public.

## Historique
Origines
- jusqu'au XVe siècle : la terre est une simple dépendance de Bourbon-Lancy

Famille de Toulongeon

Armes des Toulongeon.

- 1429 : Antoine de Toulongeon, chambellan du Duc de Bourgogne Philippe le Bon reçoit la terre de Saint-Aubin

La seigneurie de Saint-Aubin s’étend alors sur les deux rives de la Loire, si bien que des terres qui font actuellement parties de la commune de Dompierre-sur-Besbre (Allier) dépendent de la paroisse et seigneurie de Saint Aubin et ce malgré leur situation dans le Bourbonnais. Il en sera ainsi jusqu’à la Révolution ; et longtemps après 1790, ces domaines continueront d’appartenir aux propriétaires du château de Saint-Aubin.
Famille de Vienne
- 1577 : le fief échoit à Jacques de Vienne, mari de Charlotte de Clermont-Toulongeon descendante d'Antoine de Toulongeon ci-dessus ; sans postérité).

Famille d'Ambly de Ramilly
- 1579 : les précédents vendent la propriété à Claude d’Ambly, descendant d’une famille bourgeoise originaire de Bourbon-Lancy.
- fin XVIe siècle : la fille du précédent épouse Louis de Ramilly, qui relève le nom d’Ambly et devient Louis d’Ambly de Ramilly, seigneur de Saint-Aubin, Perrigny-sur-Loire, Sommery et autres lieux.

Famille Le Gendre
- 1652 : les Ramilly vendent la terre à Charles Le Gendre, seigneur de la Faye, issu d’une famille de la bourgeoisie parisienne et établi à Moulins (Allier), qui épouse cette même année, Marie du Buisson, fille d’André du Buisson, seigneur de Beauregard, président Trésorier de France en la généralité de Moulins
- 1695 : les Le Gendre obtiennent l'érection en église paroissiale de la chapelle castrale
- 1718 : Gilbert-Charles Le Gendre, petit-fils des précédents, obtient du Régent l’érection de la terre de Saint-Aubin en marquisat ainsi que l’aliénation à son profit de la baronnie de Bourbon-Lancy.
- première moitié du XVIIIe siècle : Gilbert-Charles Le Gendre se jette dans la spéculation éperdue sur les actions de la Compagnie des Indes établie par Law et tous ses biens sont engloutis dans la banqueroute de ce dernier.

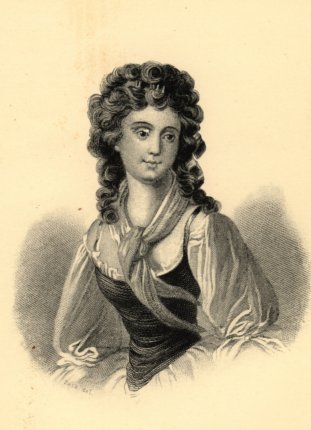
Madame de Genlis.

- 1746 : à sa mort, ses créanciers font vendre ses biens.

Famille du Crest
- 31 juillet 1751 : la seigneurie est adjugée à Pierre-César du Crest, père de la fameuse Madame de Genlis, gouverneur des enfants du duc de Chartres futur duc d'Orléans et enfin Philippe Égalité; celle-ci passa son enfance à Saint-Aubin dans le vieux château-fort des Toulongeon, construit au bord de la Loire; le nouvel acquéreur et sa famille y mènent une vie de fêtes et de réceptions qui les conduira cinq ans plus tard à la ruine.

Famille Le Normant d'Étiolles
- 1757 : leur situation désespérée oblige les du Crest à vendre le marquisat à Charles-Guillaume Le Normant d'Étiolles, fermier général des Postes et mari de la marquise de Pompadour[2]; celui-ci ne viendra jamais à Saint-Aubin.
- 1770 : la terre fait retour à la couronne.

Famille des Gallois de la Tour
- 1771 : le roi échange la seigneurie contre le bois de Senonches avec Charles-Jean-Baptiste des Gallois de la Tour, seigneur de Dompierre, Chezelle et autres lieux, premier président au Parlement de Provence, qui n’est autre que le petit-fils du premier Charles Le Gendre, seigneur de Saint-Aubin ; le nouvel acquéreur confie à l'architecte Edme Verniquet la construction d'un nouveau château sur une colline qui domine la ville[3] ; les entrepreneurs sont Guizot et du Vigneau.
- 1777 : l'édifice est achevé.

Famille d'Aligre
- 1802 : Charles-Jean-Baptiste meurt, sans avoir émigré; sa petite-fille, Mlle de Pontcarré, héritière de la moitié de Saint-Aubin, épouse le marquis d’Aligre, neveu de sa grand-mère, qui rachète l’autre moitié au frère de sa femme, M. de Pontcarré, marquis de Viarmes.

Époque plus récente
- milieu du XIXe siècle : le couple n’ayant pas d’enfant, il lègue Saint-Aubin et une partie de son immense fortune à la ville de Bourbon-Lancy, à charge de construire un hospice qui existe encore aujourd’hui sous le nom d’hôpital d’Aligre.
- 1897 : après être passé entre les mains de propriétaires successifs, le domaine est acquis par le comte de Saint-Genys.
- Il reste dans cette famille jusqu'en 1999, date à laquelle il est vendu par les descendants Saint-Genys, au nombre desquels  Jean-François Hénin,Pierre-Yves Hénin et Patrick Henin, deux des enfants de l'agronome Stéphane Hénin et de son épouse, née Huguette de Saint-Genys.
- Il est acquis par Kristen van Riel, qui s’emploie à la restauration de cette demeure dans un souci d'authenticité. Le château est revendu à la suite de son décès en 2019[4],[5].